# Mimeusemia feminalis
Mimeusemia feminalis là một loài bướm đêm trong họ Noctuidae.